# Necròpolis de Son Real
La necròpolis de Son Real és un jaciment arqueològic situat vora la mar a la possessió de Son Real, avui convertida en finca pública i centre d'interpretació gestionat pel Govern de les Illes Balears. Es troba a les proximitats de Can Picafort, al municipi de Santa Margalida. Aquesta necròpolis, construïda durant el període talaiòtic (primera edat del ferro, cap al segle vii aC), va estar en ús fins al segle ii aC. Després d'anys d'abandonament, es va impulsar la seva conservació i es van reprendre els estudis arqueològics als anys noranta del segle xx. Actualment, el jaciment està consolidat i presenta un bon estat de conservació.

## Localització
La necròpolis de Son Real es troba dins el terme municipal de Santa Margalida, a la badia d'Alcúdia, i és de propietat pública. L'accés es pot fer a peu o per via marítima, amb diverses rutes terrestres disponibles.
La localització exacta de la necròpolis és a la punta dels Fenicis, accessible a peu des de la desembocadura del torrent de Son Bauló, seguint la costa cap al sud-est durant uns vint minuts. Per accedir-hi des de la urbanització de Son Bauló (Can Picafort), es pot aparcar el vehicle i iniciar un passeig de trenta minuts en direcció a Son Serra de Marina. Una altra opció és partir des de la possessió de Son Real, on es troba el centre d'interpretació de la finca pública. Aquest punt d'accés es localitza a la carretera MA-12, a 2,5 km de l'última rotonda de Can Picafort, en direcció a Artà. A l'entrada del jaciment, es disposa de cartells explicatius sobre la seva història i característiques.
El jaciment està situat al tram central de la badia d'Alcúdia, que forma, juntament amb la badia de Pollença, la gran badia septentrional de Mallorca, delimitada pels contraforts de la serra de Tramuntana al nord i la serra de Llevant a l'est. Aquesta zona es caracteritza per una ampla plana costanera d'entre 0 i 100 metres d'altitud, interrompuda només per torrents com el de Son Bauló, Son Real i Na Borges. Més al nord es troben els aiguamolls de S'Albufera, un ecosistema que en el passat ocupava una extensió molt més gran.
Al sud de S'Albufera s'estén un paisatge de dunes fixes, on els dipòsits de sorra, sedimentats sobre una plataforma de marès fossilitzat, estan coberts de vegetació mediterrània. Entre aquesta vegetació hi ha pinars de pi blanc, garrigues amb vidriells, farigola i esparregueres, i zones herbàcies amb plantatge i joncs. A la primera línia de mar, abans del pinar, es poden trobar espècies com els cards, els lliris de mar i les savines, juntament amb restes d'alguer.
El litoral de Son Real, on es troba la necròpolis, és una de les zones més ben conservades del municipi. Aquesta àrea, declarada Àrea Natural d'Especial Interès, destaca pel seu gran valor mediambiental i paisatgístic.

## Grau de conservació i potencialitat
La necròpolis de Son Real, coneguda popularment com la punta dels Fenicis, és visitable; està excavada en aproximadament un 98% i restaurada en el 90%. Fins fa relativament poc, aquest jaciment arqueològic va estar abandonat i malmenat, resistint en penoses condicions (joves locals varen arribar a practicar-hi motocròs). A part dels maltractes per part dels éssers humans, el fet que estigui situat a pocs metres de la costa provoca el seu deteriorament constant, per l'exposició als fenòmens meteorològics i a l'aigua salada del mar. L'any 1998, s'han començat processos de protecció i restauració del conjunt, així com noves excavacions que han augmentat el nombre de tombes descobertes del jaciment a més de 130, que presenten una variada tipologia (una de les característiques més atractives del conjunt).
El temporal de l'any 2001, que destruí les cambres funeràries de l'illot des Porros, afectà també a la necròpolis de Son Real, malmetent majoritàriament tombes situades a l'extrem oriental del jaciment. Aquesta zona, que comprenia sepultures excavades durant els anys seixanta i consolidades en els noranta, també conservava tombes sense excavar situades sota una terrera. Les restes del que la mar no s'endugué van ser intervingudes d'urgència l'any 2002. Després d'una interrupció de cinc anys, la represa dels treballs l'any 2007 es va centrar en aquest sector nord-est per tal de consolidar la primera filera de sepultures que, per la seva proximitat a la mar, es veien més desprotegides que la resta de tombes, situades a la part central del cementiri. Durant els anys següents, l'excavació i consolidació es va estendre cap a la resta del jaciment.
Els objectius principals de les intervencions han estat, des de l'any 1998 i especialment des de l'any 2007, la consolidació de les tombes i del jaciment en el seu conjunt, tot i que, vistos els antecedents i els resultats de les últimes campanyes, s'ha incidit també en la delimitació del jaciment en si i en l'excavació de les noves tombes descobertes, que són de les darreres que amb tota seguretat resten per localitzar.
Així, i atès que durant els anys seixanta les excavacions del professor Tarradell havien anat acumulant les terreres als voltants del conjunt d'estructures més prominent, però sense sondejar el terreny abans de formar-les, aquestes terreres eren susceptibles de cobrir alguna estructura antiga, com ja s'havia vist en les excavacions entre l'any 1998 i el 2002. L'eliminació de les terreres, a banda de confirmar o descartar la presència d'estructures, ha retornat al monument la perspectiva que, amb relació a l'entorn immediat, va tenir el cementeri quan estava en ús durant la protohistòria.
En els darrers anys s'ha avançat notablement per tal d'esgotar el sediment entre tombes. D'aquesta manera, s'ha aprofundit en el coneixement de l'evolució de la necròpolis i s'ha aportat novetats en aspectes encara no prou aclarits. També s'ha augmentat de manera notable l'extensió dels paraments que queden a la vista, tot millorant l'aspecte monumental de les estructures concretes i del jaciment en general.
S'estan revertint les patologies principals de les estructures de la necròpolis, tot recuperant paraments que estaven destruïts per acció d'agents naturals o tombes que havien estat desmuntades en gran part per acció humana. A més del segellat de crestes, s'estan construint fonaments allà on és necessari, i remuntant elements caiguts o tornats a la posició originària en què es trobaven en el moment de la seva descoberta. 

## Història de les excavacions
La primera notícia que se'n té és de principis dels anys cinquanta del segle xx, quan Lluís Amorós la va donar a conèixer. En aquells anys, Bartomeu Ensenyat hi va excavar una tomba mentre se'n succeïen els espolis. El capellà Lorenzo Vanrell va donar la veu d'alerta sobre aquests espolis l'any 1957 a l'equip que treballava a les ruïnes de la ciutat romana de Pol·lència. El catedràtic de la Universitat de Barcelona i Premi d'Honor de les Lletres catalanes, Miquel Tarradell, va ser l'encarregat d'iniciar-hi els treballs l'any següent. Les campanyes estivals, que se succeïren de manera saltejada, mentre s'excavava també la veïna necròpolis de l'illot des Porros, duraren fins a l'any 1969.
A Mallorca, el nom de Son Real va unit inevitablement a l'arqueologia, a causa dels nombrosos i significatius jaciments que, des de fa dècades, es coneixen dins els límits d'aquesta possessió. Aquesta importància ha estat remarcada per diferents autors que han treballat als jaciments.
L'àrea arqueològica de Son Real inclou nombrosos jaciments amb característiques diverses quant a conservació, importància arqueològica i patrimonial, cronologia i adscripció cultural. Entre aquests, alguns dels més rellevants han estat objecte d'estudi arqueològic en diferents èpoques i per diversos investigadors:
- Es Figueral de Son Real: investigat per Guillem Rosselló Bordoy i Joan Camps.
- El cementiri des Fenicis (també conegut com la necròpolis de Son Real) i l'illot des Porros: estudiats als anys seixanta per Miquel Tarradell i, més tard, a la segona meitat dels anys noranta i durant els anys 2000, per Joan Sanmartí i Jordi Hernández-Gasch.
- La punta des Patró: investigada per Magdalena Salas, amb la col·laboració de Joan Sanmartí i Jordi Hernández-Gasch.

A partir del 2007, el projecte arqueològic es va centrar novament en la necròpolis de Son Real, sota la direcció de Damià Ramis i Jordi Hernández-Gasch. A partir del 2012, aquest últim, juntament amb Margalida Munar i Bernat Burgaya, ha continuat liderant les investigacions.
Entre la necròpolis de Son Real i la punta des Patró s'han identificat també tres coves d'enterrament de l'edat del bronze, tot i que han estat espoliades des d'antic.

## Anàlisi arqueològica
Respecte del món funerari de l'edat del ferro, la construcció de tombes monumentals i cambres funeràries és un fenomen que es manifesta a les Illes Balears únicament a les necròpolis de la badia d'Alcúdia de Son Real i l'illot des Porros. Tots dos cementiris tenen com a característica geogràfica la seva proximitat a la mar, i són localitzats en puntes o braços de terra que caracteritzen aquell tram de litoral. És molt possible que l'illot des Porros fos una d'aquestes puntes, convertida en illot amb posterioritat al seu ús com a necròpolis.

### Primers enterraments
Els primers enterraments a la necròpolis de Son Real, al segle viii aC i al segle vii aC, es realitzaren en tombes que miniaturitzen edificis d'ús social i significat simbòlic, com són els talaiots de planta circular i quadrada. Al voltant del s. VI-V aC, un nou tipus d'estructura (anomenada pels arqueòlegs micronaveta per inspirar-se, tal vegada i a escala més reduïda, en les navetes d'enterrament menorquines) es construí en totes dues necròpolis. Presenten plantes absidals o en forma de ferradura. Cal esmentar que algunes d'aquestes micronavetes presenten orificis en les parets, que els arqueòlegs han anomenat finestres, amb funció ritual o simbòlica. També presenten dues fosses paral·leles excavades a la roca del fons de les sepultures, la funció de les quals no ha pogut ser establerta, però que en tot cas no eren per a dipositar-hi els cossos dels finats. Davant de l'illot des Porros, a la punta des Patró, sembla que en aquell moment existí un centre de culte d'acord amb els materials arqueològics documentats sense relació amb estructures.

### Divergències
A partir del segle iv aC, les dues necròpolis divergiren quant a les estructures que s'hi construïren. A Son Real, s'hi seguiren bastint tombes familiars o individuals, tot i que de menor qualitat i amb elements reaprofitats de les sepultures anteriors, mentre que, a l'illot des Porros, s'hi construí la primera cambra d'enterrament col·lectiu, de planta absidal (l'anomenat cercle C), a la qual seguiren dues més durant els segles III-II aC (cercles A i B), així com diferents fosses ovals amb coberta de pedra que ocuparen l'exterior de les cambres i els nivells superiors de l'interior d'alguna d'aquestes.

### Rituals funeraris
D'aquest darrer moment, sembla datar la introducció d'un nou ritual d'enterrament, la incineració, que coexisteix amb l'antic ritual inhumador. Aquest fet s'ha posat en relació amb contingents de població insular que havia estat fora de l'illa (mercenaris enrolats als exèrcits cartaginesos) o població exterior (possiblement d'ètnia púnica) incorporada per matrimoni. Va ser durant el segle ii aC que es construí també un santuari a la punta des Patró. Les inhumacions del cementeri de les diverses èpoques representades es caracteritzen per la col·locació del cadàver en posició fetal, molt probablement fermats amb cordes o embolcallats en sudaris.

### Comerç
Els materials d'importació (ceràmics i metàl·lics fonamentalment) trobats en aquests tres jaciments (Son Real, Illot des Porros i Punta des Patró) es retrotrauen a èpoques antigues (s. VI-V aC) i la seva adquisició per part de les poblacions locals s'ha de posar en relació amb l'incipient comerç púnic controlat per la veïna illa d'Eivissa. A partir del segle iv aC, els intercanvis augmentaren de manera contundent (presència d'àmfora vinària, vaixella, denes de collar de pasta de vidres, entre d'altres) pel mateix vector comercial punicoebusità.
És probable que la població que s'enterrà a les necròpolis de Son Real i l'illot des Porros hagués viscut en un poblat que se situa al voltant de les cases de possessió de Son Real.

## Imatges

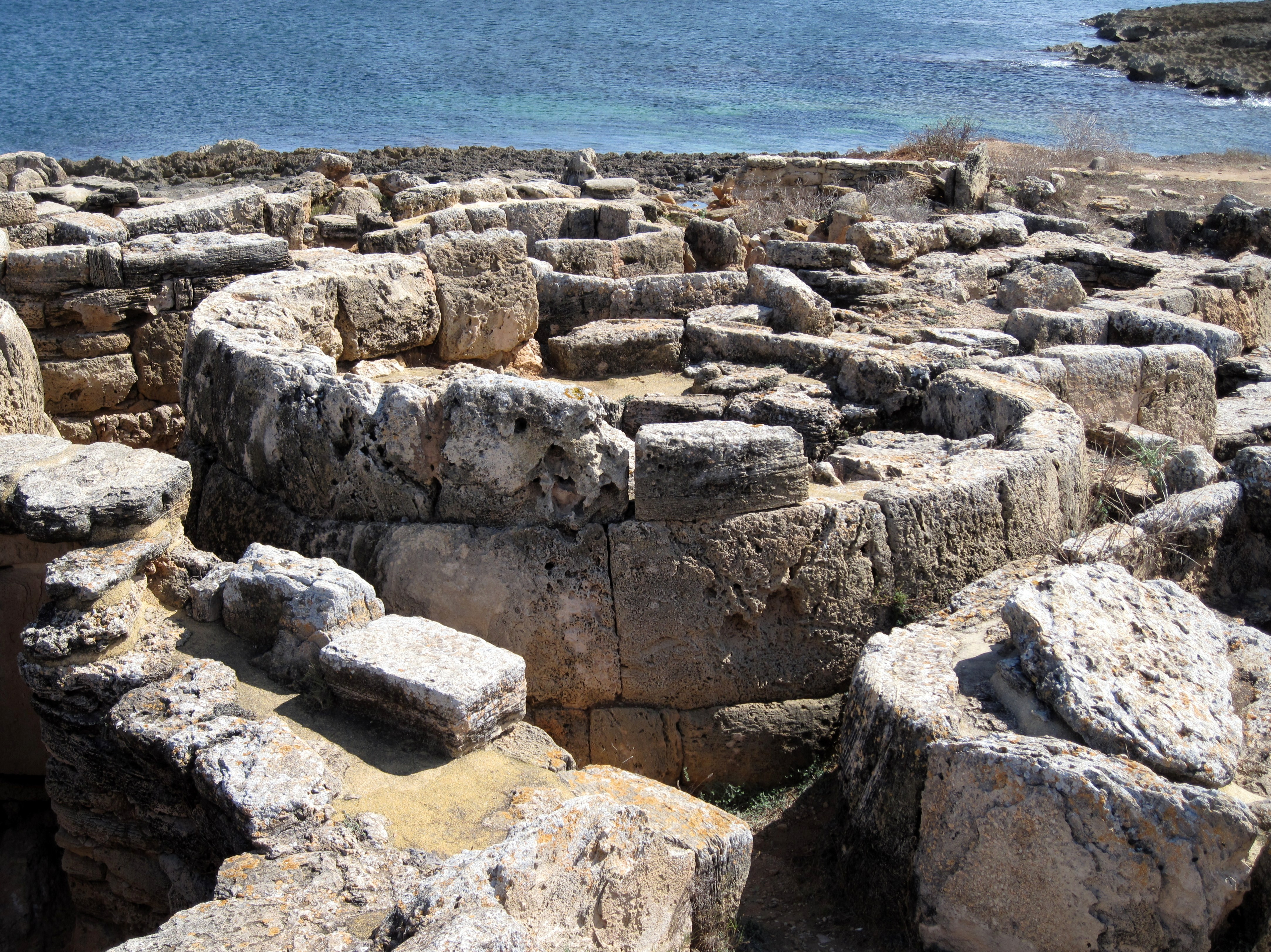
Tomba en forma de talaiot circular
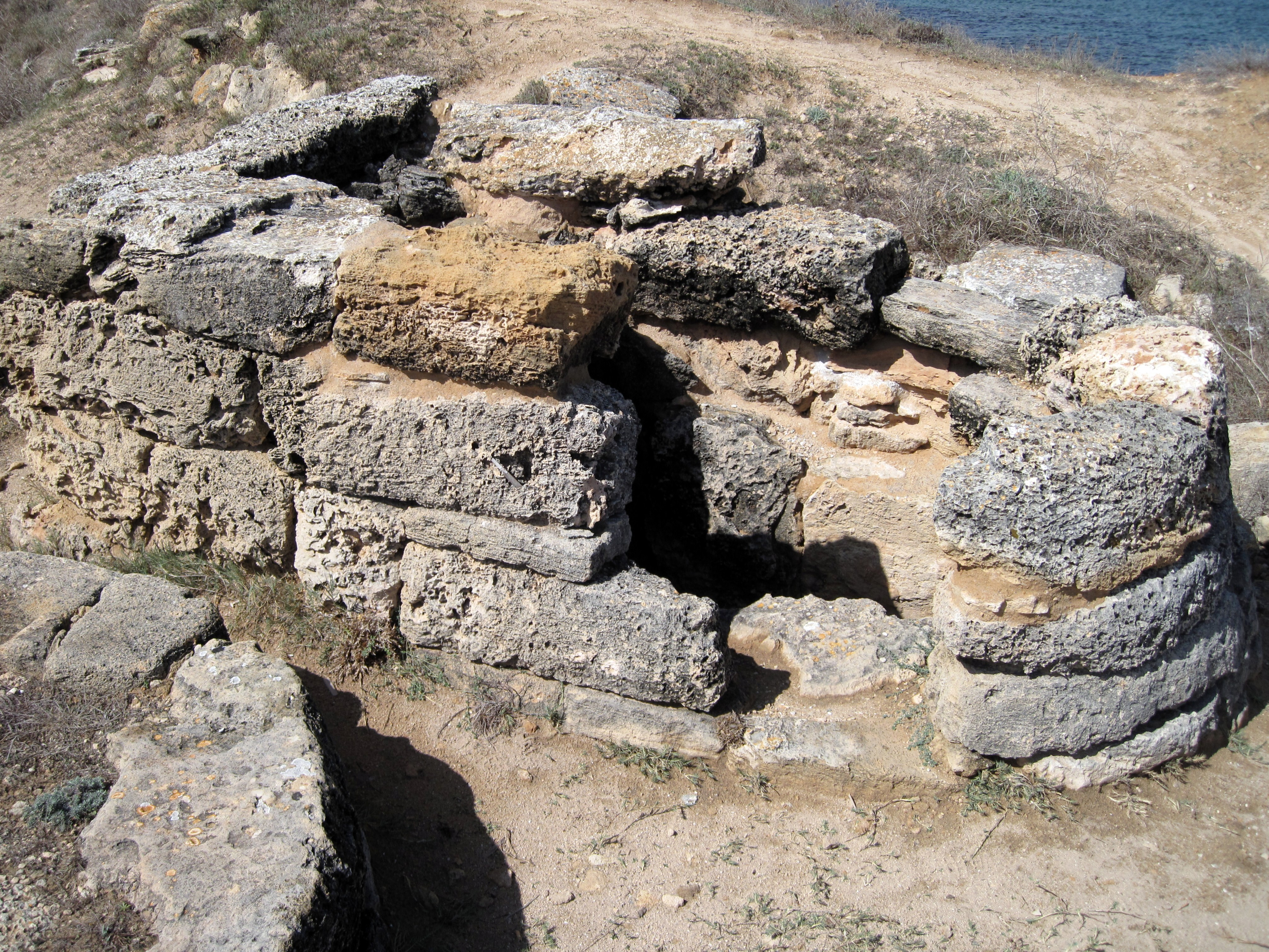
Tomba en forma de naveta d'habitació
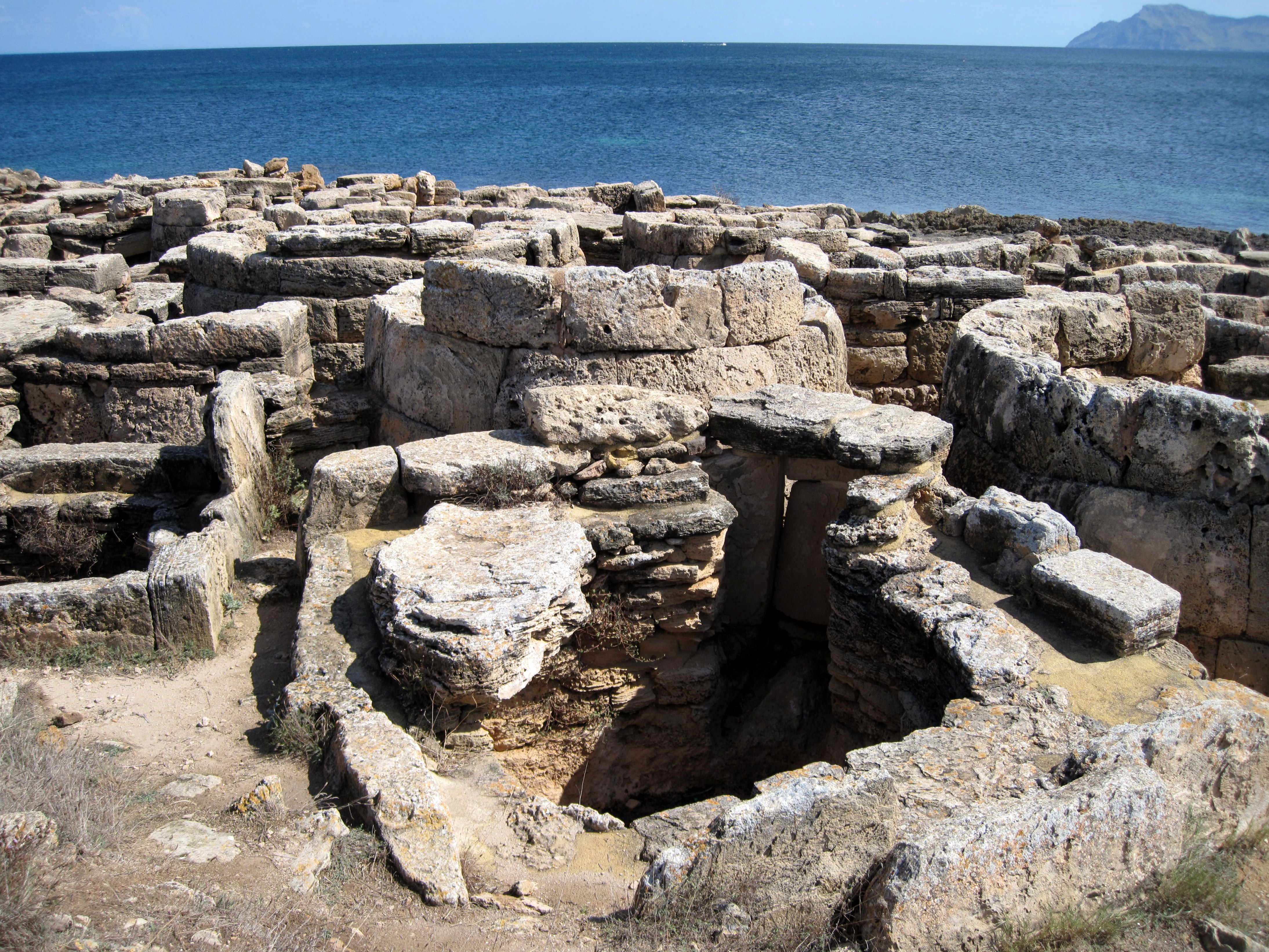
Tomba en forma de talaiot quadrat
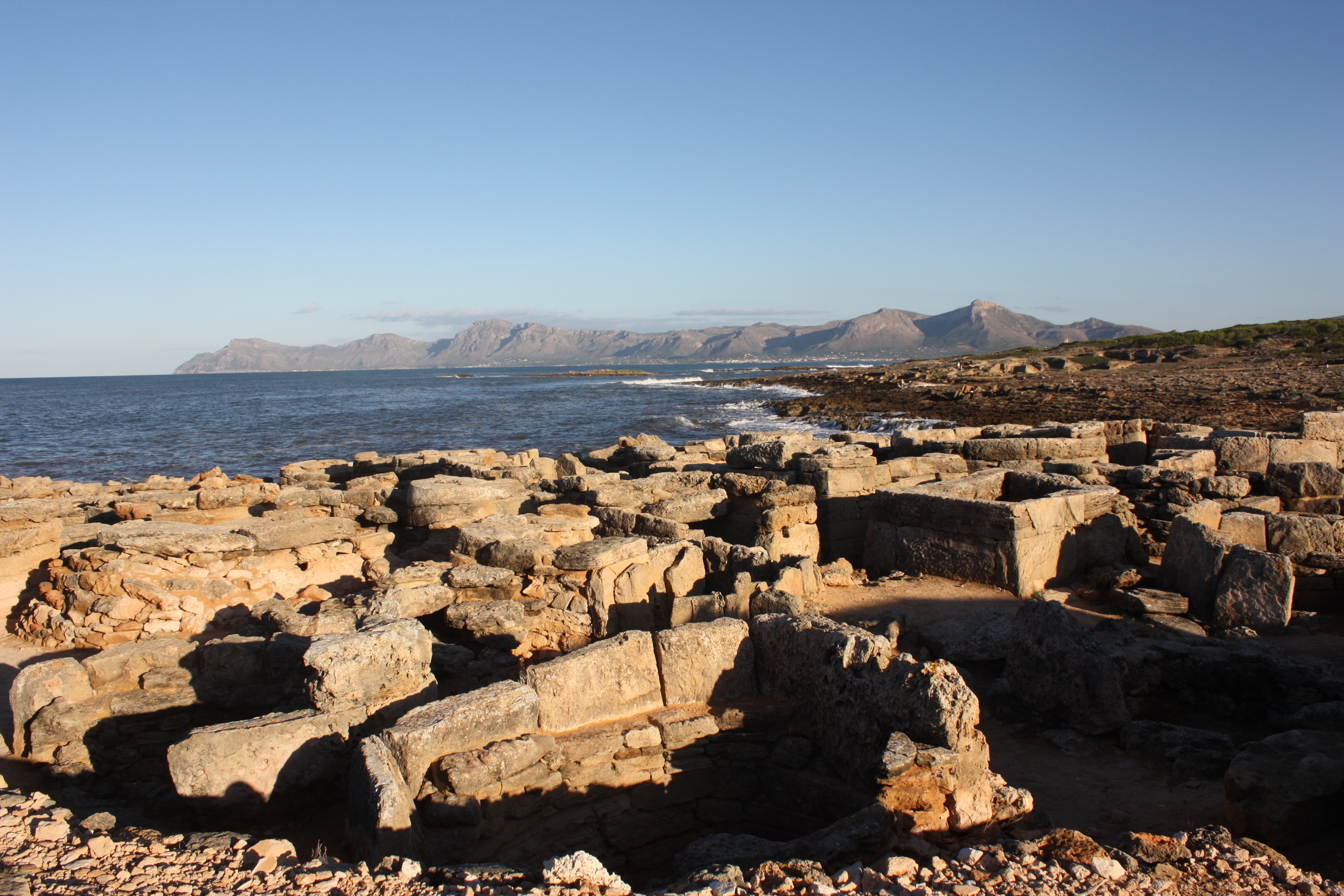
Vista del jaciment a llevant
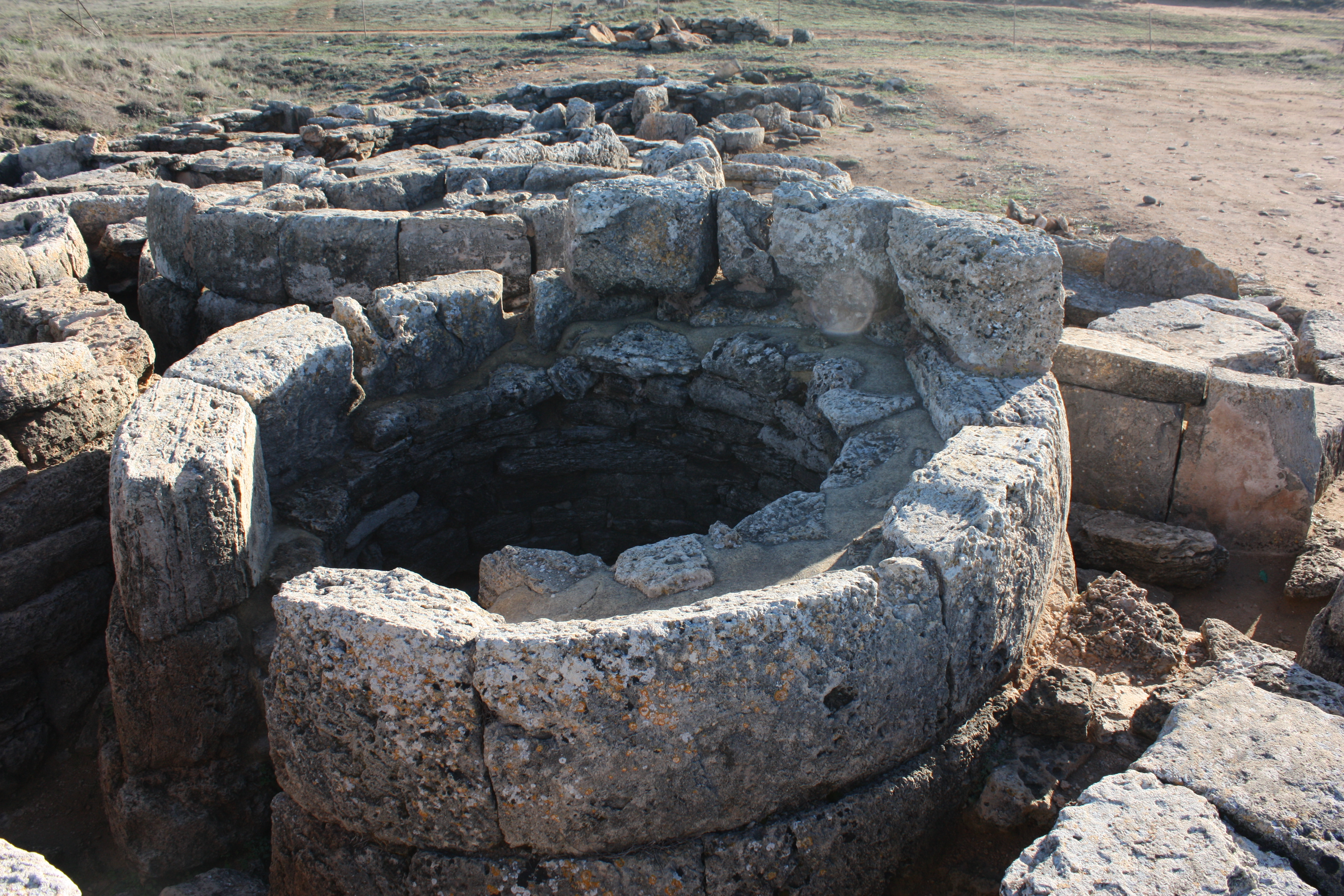
Micronaveta rodona
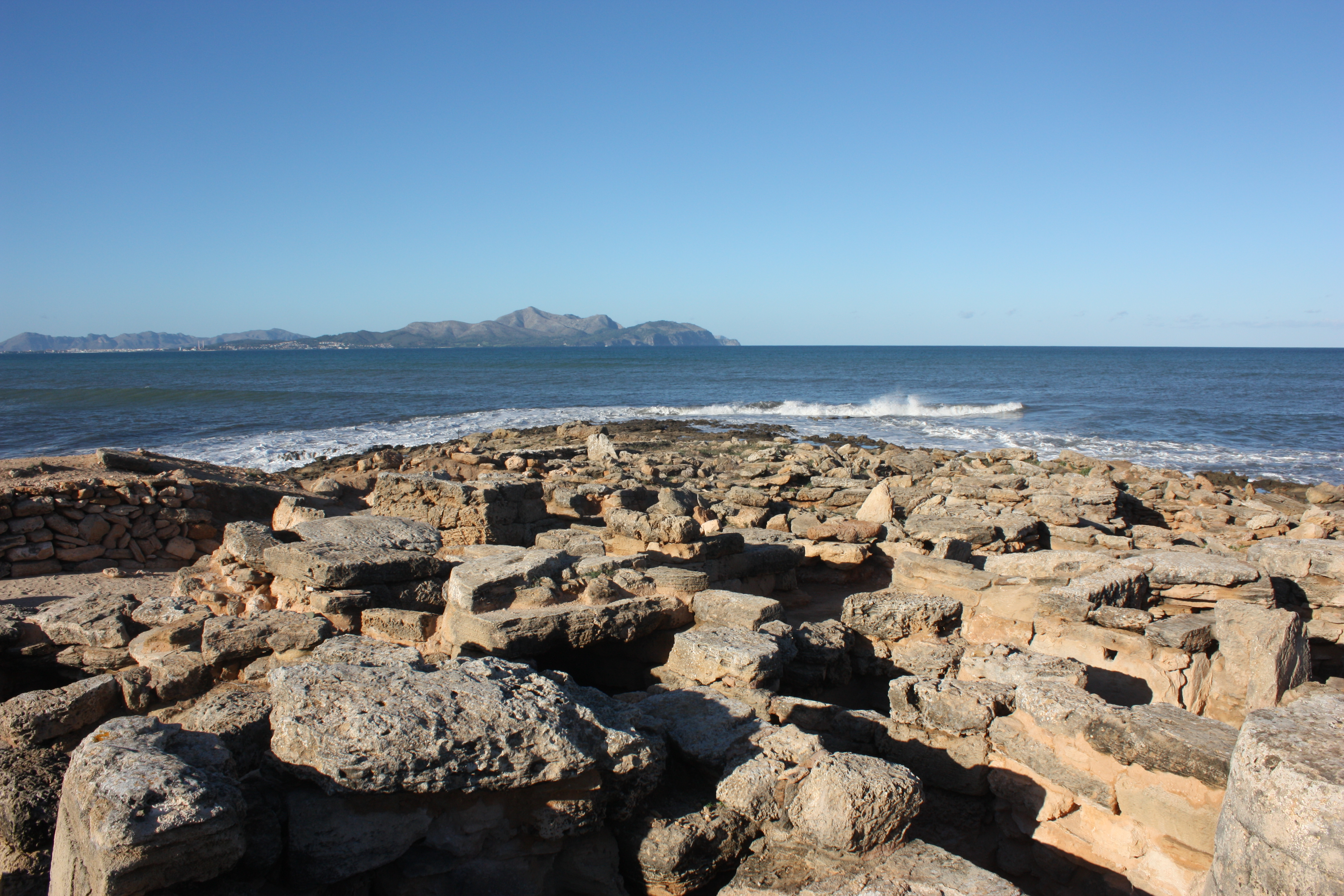
Vista del jaciment a tramuntana